# Apopse as vrethume
"Apopse as vrethume" (alfabeto grego: "Απόψε ας βρεθούμε", tradução portuguesa: "Encontremo-nos esta noite") foi a canção cipriota no Festival Eurovisão da Canção 1989, interpretada em grego por Fani Polymeri e Yiannis Savvidakis. Foi a 17.ª canção a ser interpretada na noite do festival, a seguir à canção espanhola "Nacida para amar", interpretada por Nina e antes da canção suíça,
"Viver senza tei", interpretada pela banda Furbaz. A canção cipriota terminou em 11º lugar (entre 22 países participantes) e obteve um total de 51 pontos.

## Autores
- Letrista: Efi Meletiou
- Compositor: Marios Meletiou
- Orquestrador: Haris Andreadis

## Letra
A canção é um dueto de amor. com os cantores que apelandopara um encontro naquela e descrevem o mundo que esperam criar para eles como resultado daquele encontro.